# Decebalo
Decebalo (I secolo – Bălcești, 106) fu, dall'87 d.C. fino al suo suicidio, l'ultimo sovrano della Dacia.

## Biografia

### Ribellione
Dopo la morte del grande re Burebista, la Dacia si frantumò in cinque piccoli stati. Questa situazione continuò fino a quando Duras-Diurpaneo, zio di Decebalo, riunì di nuovo i Daci attorno alla città di Sarmizegetusa Regia (oggi nella regione di Hunedoara), che divenne la capitale del nuovo regno. Inoltre, questo sovrano riorganizzò l'esercito dacico. Nell'85 le sue armate devastarono la provincia romana della Mesia, che si trovava a sud del fiume Danubio, scontrandosi e sconfiggendo il proconsole romano Gaio Oppio Sabino.

### Spedizione di Domiziano
Allora lo stesso imperatore Domiziano si recò sul Danubio, insieme al suo prefetto del pretorio Cornelio Fusco, che respinse i nemici oltre il fiume e penetrò nella Dacia, ma cadde in un'imboscata e subì una pesante sconfitta (86). Dopo la vittoria, Duras-Diurpaneo lasciò il trono al nipote Decebalo (il cui nome significa "il potente", "forte come dieci [uomini]").
Nell'88, il governatore della Mesia superiore, Tettio Giuliano, riuscì invece a sconfiggere Decebalo nel suo stesso territorio, in una nuova battaglia a Tape (la seconda, vicino all'odierna Bucova). Impegnato però contro la rivolta di Lucio Antonio Saturnino e preoccupato dalla nuova minaccia rappresentata per la provincia di Pannonia dalle tribù germaniche dei iazigi, quadi e marcomanni, Domiziano stipulò la pace con Decebalo, che non solo mantenne tutte le sue terre, ma ottenne anche una specie di sussidio in denaro, accettando però in cambio di diventare re "cliente" dei romani.

### Sconfitte da parte di Traiano (101-106) e suicidio

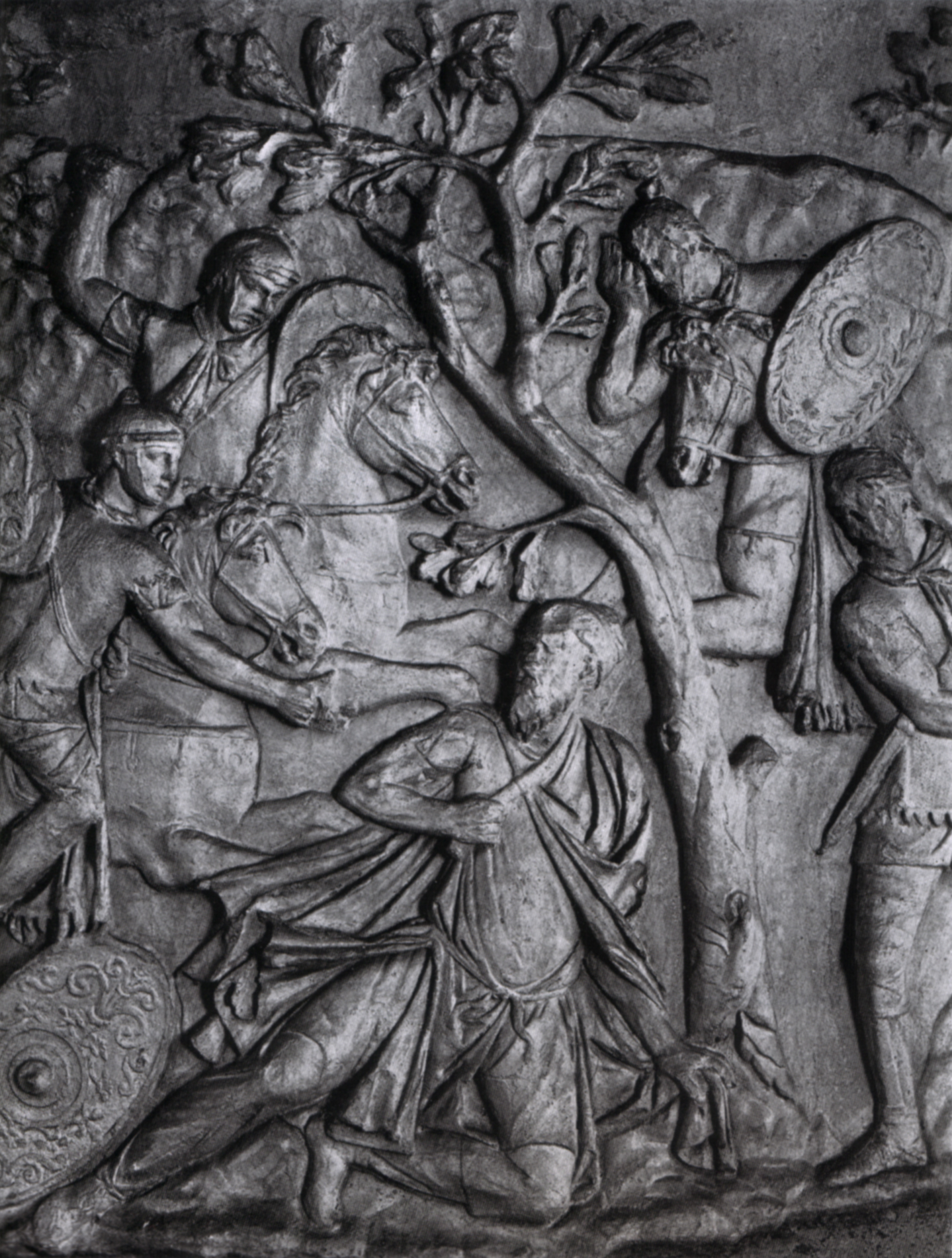
Colonna Traiana, Suicidio di Decebalo raggiunto dai Romani (scena 106)

Le cose rimasero così fino al regno dell'imperatore Traiano, che nel 101 invase la Dacia, insieme al generale Lusio Quieto, deciso a chiudere la partita con Decebalo.
(Cassio Dione, LVIII, 6, 2.)
I romani ottennero una nuova vittoria nella terza battaglia di Tape. Nel 102 le armate romane ottennero una vittoria decisiva nei pressi di Sarmizegetusa Regia. Decebalo si arrese e ottenne di mantenere le sue terre, ma Traiano distrusse alcune importanti roccaforti nemiche, lasciando invece delle guarnigioni romane in quelle risparmiate. Decebalo fu anche costretto a limitare i suoi armamenti. Era una situazione umiliante per il sovrano dacico, che dopo due anni attaccò le guarnigioni nemiche presenti nel suo regno, invadendo di nuovo la Mesia nel 105. La risposta di Traiano fu immediata: in quello stesso anno irruppe ancora in Dacia, sconfiggendo pesantemente Decebalo nei pressi di Sarmizegetusa.
Il re dacico si uccise tagliandosi la gola con un pugnale ricurvo. Secondo lo storico Cassio Dione, la sua testa fu esibita come trofeo ai soldati e poi inviata a Roma per essere portata nel trionfo di Traiano.
La Dacia divenne provincia romana e fu popolata con un altissimo numero di coloni romani: a Sarmizegethusa fu fondata la colonia Ulpia Traiana. La nuova provincia si estendeva però solo fino all'altopiano dell'odierna Transilvania, mentre le steppe ad ovest ed est furono semplicemente presidiate da alcune guarnigioni.

## Decebalo presso i romani
Lo storico romano Cassio Dione descrive Decebalo come un abilissimo capo militare, esperto d'imboscate e maestro di scontri campali, astuto e pericoloso.
Ed è proprio così che appare sulla Colonna di Traiano, in cui è fisicamente raffigurato come un uomo di statura media, con folta barba che si congiunge coi baffi e capelli corti. Gli zigomi sono pronunciati e il naso ha larghe narici. La bocca è grande e le labbra sono carnose. Le sopracciglia sono folte, arcuate e ben marcate. Lo sguardo è intenso, di forza straordinaria.

## Iconografia moderna
Una scultura colossale che lo raffigura, la Statua di Decebalo, alta 40 metri, è stata realizzata sulle sponde del Danubio, scavata nella roccia nei pressi della città di Orșova, nel 1998.